# 根来寺

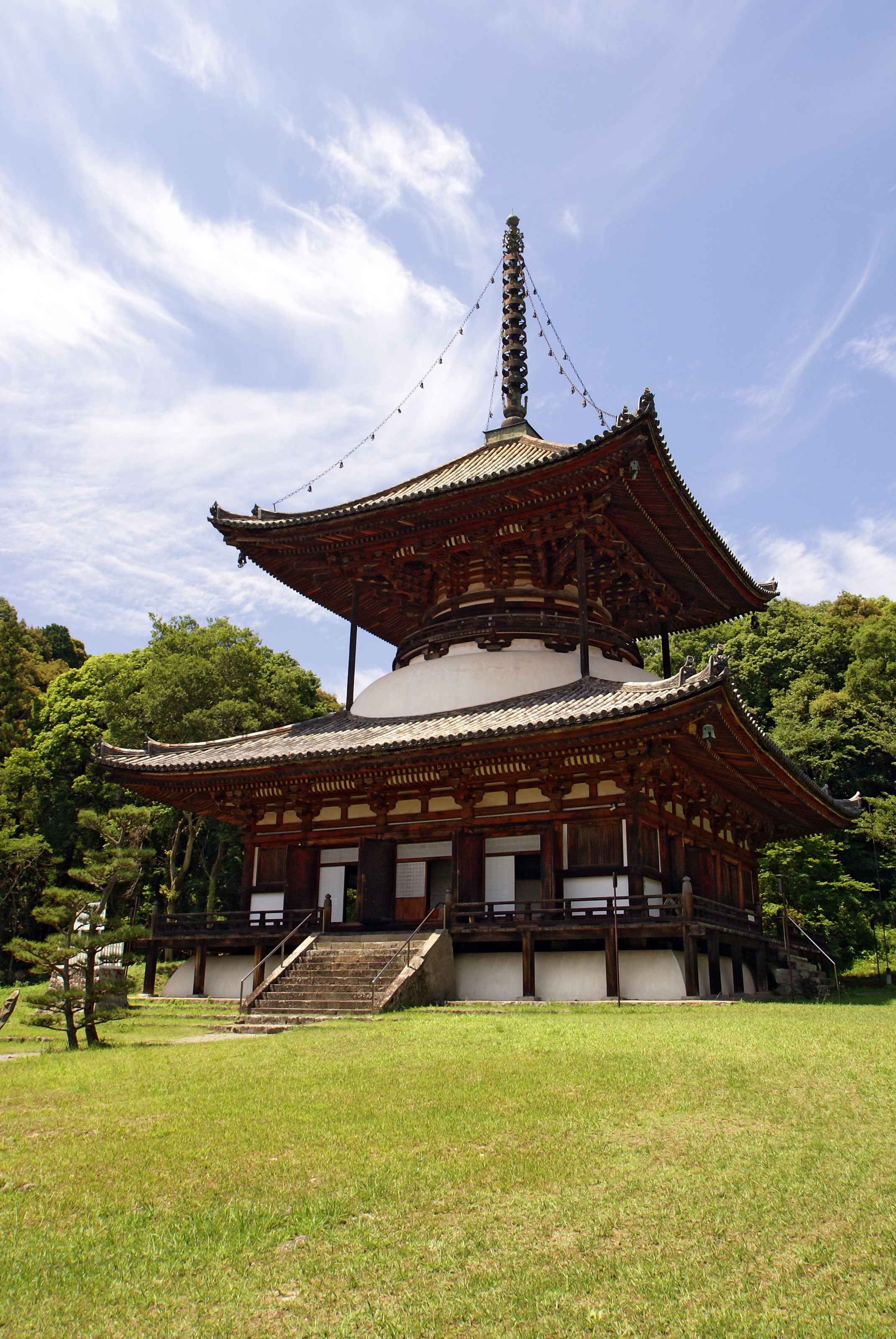
大塔（国宝）

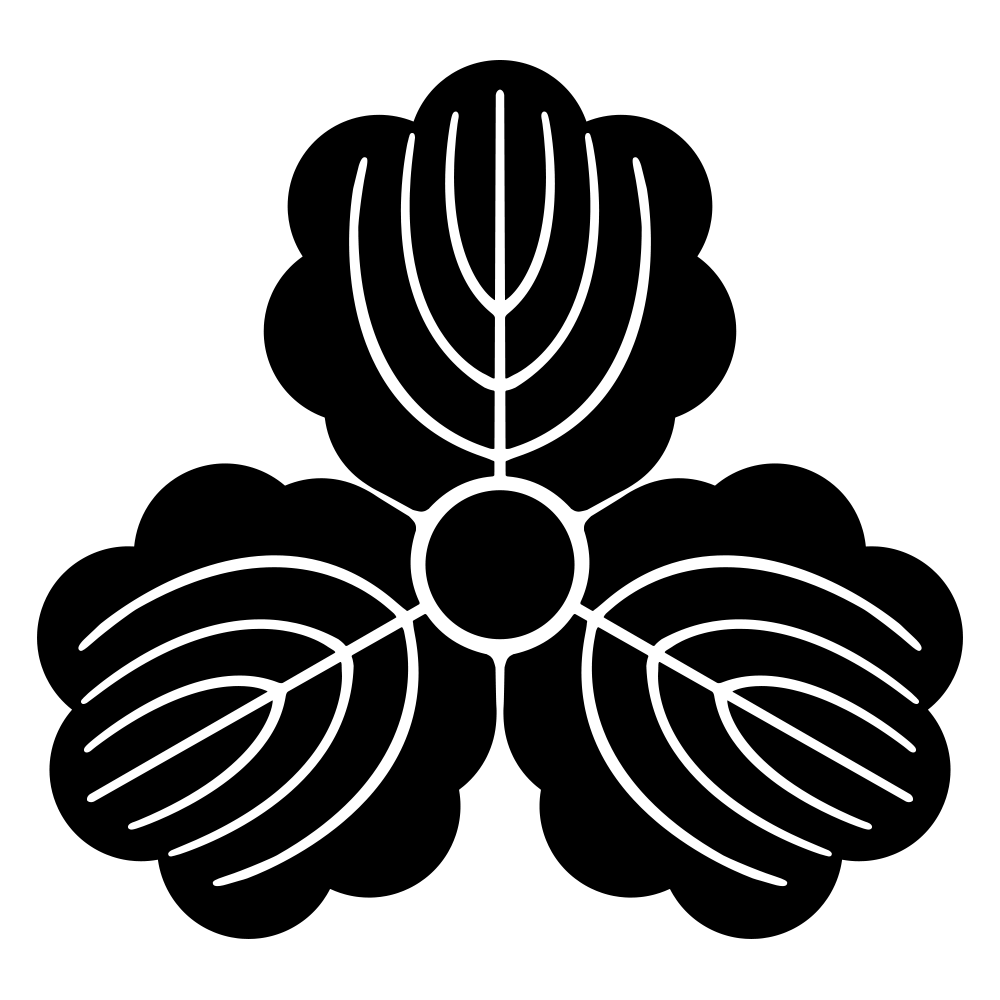
三つ柏（寺紋）

根来寺（根來寺、ねごろじ / ねごろでら）は、和歌山県岩出市にある新義真言宗の総本山の寺院。山号は一乗山。本尊は大日如来・金剛薩埵・尊勝仏頂の三尊。開山は覚鑁（興教大師）。詳しくは一乗山大伝法院根来寺と称する。

## 歴史
平安時代後期の高野山の僧・覚鑁が、1130年（大治5年）に高野山内に小伝法院を創建したことに始まる。1131年（天承元年）、鳥羽上皇により勅願所とされたのを機に、院号を大伝法院と改めた。
1134年（長承3年）に覚鑁は金剛峯寺座主に就任し、高野山全体を統轄する強大な勢力をもつに至る。覚鑁は当時堕落していた高野山の信仰を建て直し、宗祖・空海の教義を復興しようと努めたが、高野山内の衆徒はこれに反発し、覚鑁一門と反対派は対立しあうようになった。
1140年（保延6年）には、覚鑁の住房・密厳院を含む覚鑁一門の寺院が高野山内の反対勢力により焼き討ちされるという事件（錐もみの乱）が発生し、覚鑁一門は高野山を下りて大伝法院の荘園の一つである弘田荘内にあった豊福寺（ぶふくじ）に拠点を移した。さらに新たに円明寺を建てて伝法会道場とする。こうして豊福寺・円明寺を中心として院家が建てられ、一山総称としての根来寺が形成される。覚鑁は1144年1月18日（康治2年12月12日）、49歳のとき円明寺で没する。それから1世紀以上後の1288年（正応元年）、大伝法院の学頭であった頼瑜は大伝法院の寺籍を根来寺に移し、この頃から大伝法院の本拠地は高野山から根来寺に移った。
室町時代末期の最盛期には坊舎450（一説には2,700とも）を数え一大宗教都市を形成し、寺領72万石を数え、1万余の根来衆とよばれる僧兵軍団を擁した。また、根来寺僧によって種子島から伝来したばかりの火縄銃一挺が持ち帰られ、僧兵による鉄砲隊が作られた。織田信長とは石山合戦に協力するなど友好関係を築いたが、信長没後、羽柴秀吉と徳川家康・織田信雄の戦い（小牧・長久手の戦い）においては徳川方に通じ、留守であった秀吉方の岸和田城を襲ったほか、南摂津への侵攻を図ったことで秀吉の雑賀攻め（紀州征伐）を招くこととなった。
根来寺は、鉄砲の生産地であった近在の雑賀荘の鉄砲隊とともに秀吉方に抵抗するが各地で敗れ、1585年（天正13年）、秀吉軍は根来寺に到達。大師堂、大塔など数棟を残して寺は焼け落ちた。根来寺における戦いでは寺衆はほとんど抵抗を行わなかったため焼き討ちの必要性は薄く、炎上の原因は、秀吉による焼き討ち、寺衆による自焼、兵士による放火など多説あるが、定かではない。焼け残った大伝法堂は秀吉が信長の廟所として京都の船岡山に建立する予定であった天正寺の本堂にするために解体して持ち去っていった。しかし、天正寺は建立されず、部材は大坂の中津川沿いに持ってきたまま放置された。現在の大阪市此花区伝法である。
1600年（慶長5年）の関ヶ原の戦いで徳川方が勝利した翌年、家康は京都・東山の豊国社の付属寺院の土地建物を根来寺の僧で焼き討ちされた塔頭智積院の住職であった玄宥に与え、智積院は東山の地に再興された。1615年（慶長20年）の大坂の陣で豊臣家が滅びた後、家康によって秀吉が鶴松を弔うために建立した祥雲寺が根来寺に寄進されるが、それを智積院が譲り受けて自らの寺地を拡大させた。
江戸時代には紀州徳川家の庇護のもと主要な伽藍も復興され、また、東山天皇より覚鑁上人に「興教大師」の大師号が下賜された。
1976年（昭和51年）から寺域周辺の発掘調査が行われて、往時の根来寺の規模が400万平方メートル余りと壮大であったことが学術的にも裏付けられた。また、発掘によって陶磁器、漆器、仏具、武器などのおびただしい遺品が出土した。それら遺品は敷地内に建てられた「岩出市民俗資料館」で保管・展示されている。
2007年（平成19年）現在、根来寺境内は近世以前の閑静な佇まいが残されているが、近辺は先の「民俗資料館」や「岩出市立岩出図書館」が建設されるなど、文教地域化政策が岩出市によって進められている。さらに境内前面には、大型道路（広域農道）が通り、後背の山が砕石場になるなど周辺環境の乱開発が続けられていること、また、境内外れの岩出図書館近くにラブホテルが存在することなど、根来文化の保護・継承をめぐる課題は山積している。なお、地域灌漑用水地であった大門池に市立図書館が建設されたことをめぐっては、先の課題による文教政策の見通しの是非をめぐって賛否が分かれている。
毎年、興教大師（覚鑁）の誕生日である6月17日の午前中には、40名近くの僧侶が式典を執り行う。

## 伽藍
大門エリア
- 大門（仁王門、重要文化財）- 1850年（嘉永3年）再建。高さ16.88メートル、幅17.63メートル、奥行6メートル。
- 三部権現社 - 当寺の総鎮守社。

不動堂エリア
- 不動堂（重要文化財） - 嘉永3年（1850年）再建。八角円堂の奥殿と方形の拝殿の合体構造となっている。本尊は錐鑽不動（きりもみふどう）と通称される不動明王。1140年（保延6年）に発生した錐もみの乱の際に覚鑁の命を身代りとなって助けた不動尊で「三国一のきりもみ不動」と呼ばれる。拝殿の両脇には文殊菩薩と愛染明王、本尊厨子の両脇には四大明王が拝観できる。また、八角円堂の真後ろにある窓から拝む北向き不動尊が祀られている。
- 春日明神堂 - 鎮守社。
- 金毘羅宮 - 春日明神堂の向かって右後ろの石段を上がった高台にある。
- 鐘楼

大塔エリア
- 大伝法堂（重要文化財）- 1827年（文政10年）再建。根来寺の本堂。本尊は金剛界大日如来・金剛薩埵・尊勝仏頂の三尊。
- 大塔（大毘廬遮那法界体性塔、国宝） - 本尊・胎蔵大日如来。高さ40メートル、幅15メートルの木造では日本最大の多宝塔。「多宝塔」とは二重塔で、初層の平面が方形、上層の塔身が円形に造られたものである。この塔は、初層の外見は方形だが、初層内部には円形の内陣が造られており、円筒形の塔身の周囲に平面方形の庇を付した多宝塔本来の形式をとどめている。内部には12本の柱が円形に立ち、そのなかに四天柱が立っている。解体修理の際に部材から発見された墨書により、1480年（文明12年）頃から建築が始まり、半世紀以上経た1547年（天文16年）頃に竣工したと考えられている。また、基部には羽柴秀吉に攻められた際の火縄銃の弾痕が残されている。堂内に入って参拝できる。
- 大師堂（重要文化財） - 本尊・弘法大師。大塔とともに秀吉の焼き討ちをまぬがれた建物で、本尊の造立銘から1391年（明徳2年）頃の建立と推定されている。
- 奥の院 - 興教大師覚鑁の廟所。

光明殿エリア
- 光明殿（光明真言殿、重要文化財） - 1801年（享和元年）建立。本尊・興教大師。
- 行者堂（重要文化財） - 本尊・役行者。
- 聖天堂（重要文化財） - 本尊・聖天尊。この堂正面の朱塗の壇が室町時代から伝わる「根来塗」である。
- 弁天社
- 本坊  
  - 庫裏
  - 湊御殿
  - 名草御殿
  - 別院
- 庭園（国の名勝） - 光明殿と名草御殿の間にある。自然の滝と池を取り入れた池泉式蓬莱庭園の池庭（江戸時代作庭）、枯山水庭園の平庭（江戸時代作庭）、平安時代開創より遺る聖天池の3つの日本庭園で構成されている。
- 九社明神社 - かつての豊福寺の鎮守社。
- 鐘楼門
- 塔頭
  - 愛染院
  - 蓮華院
  - 律乗院
  - 円明寺 - 興教大師覚鑁入寂地。
  - 菩提院 - 興教大師覚鑁を荼毘に付した地。

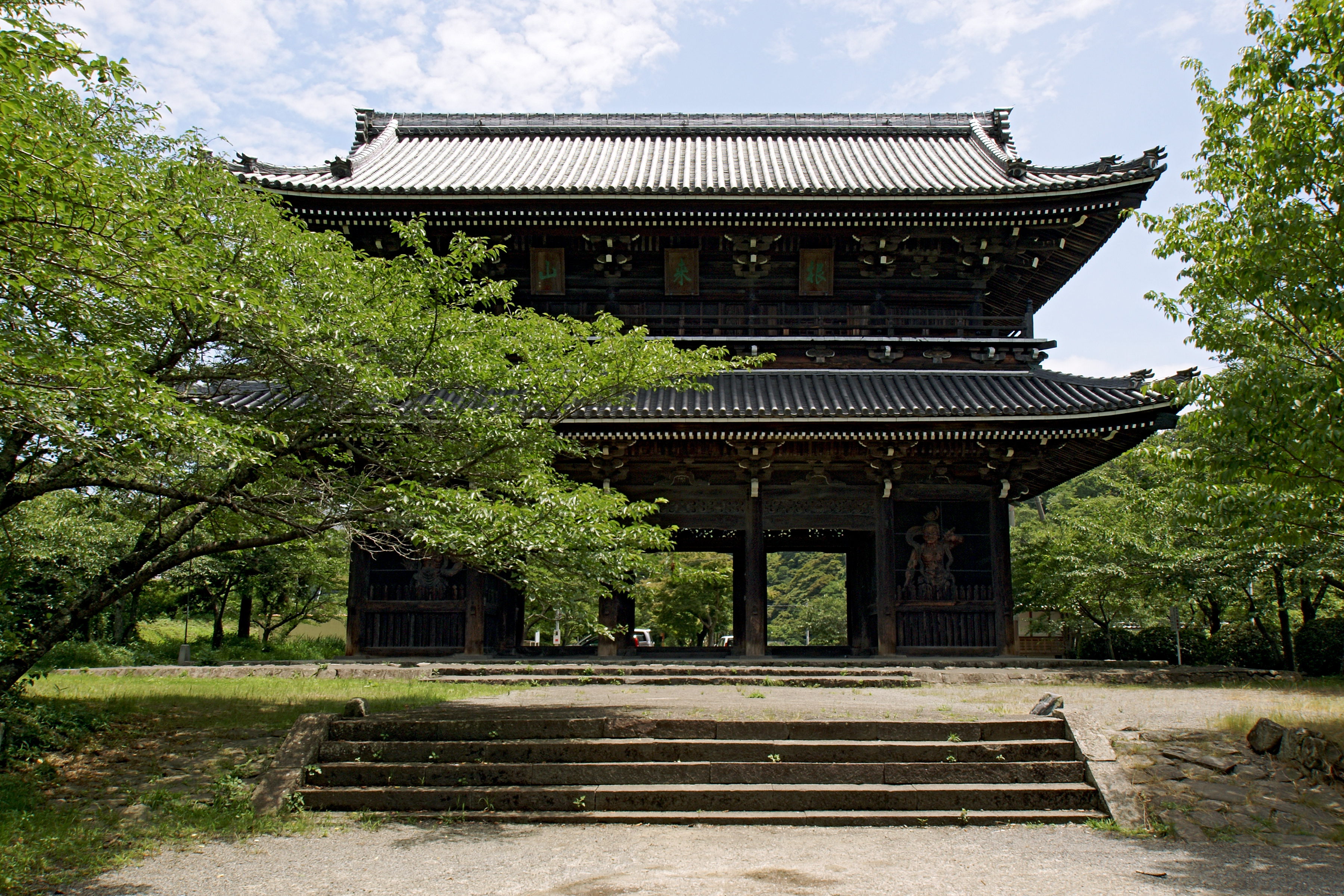
大門
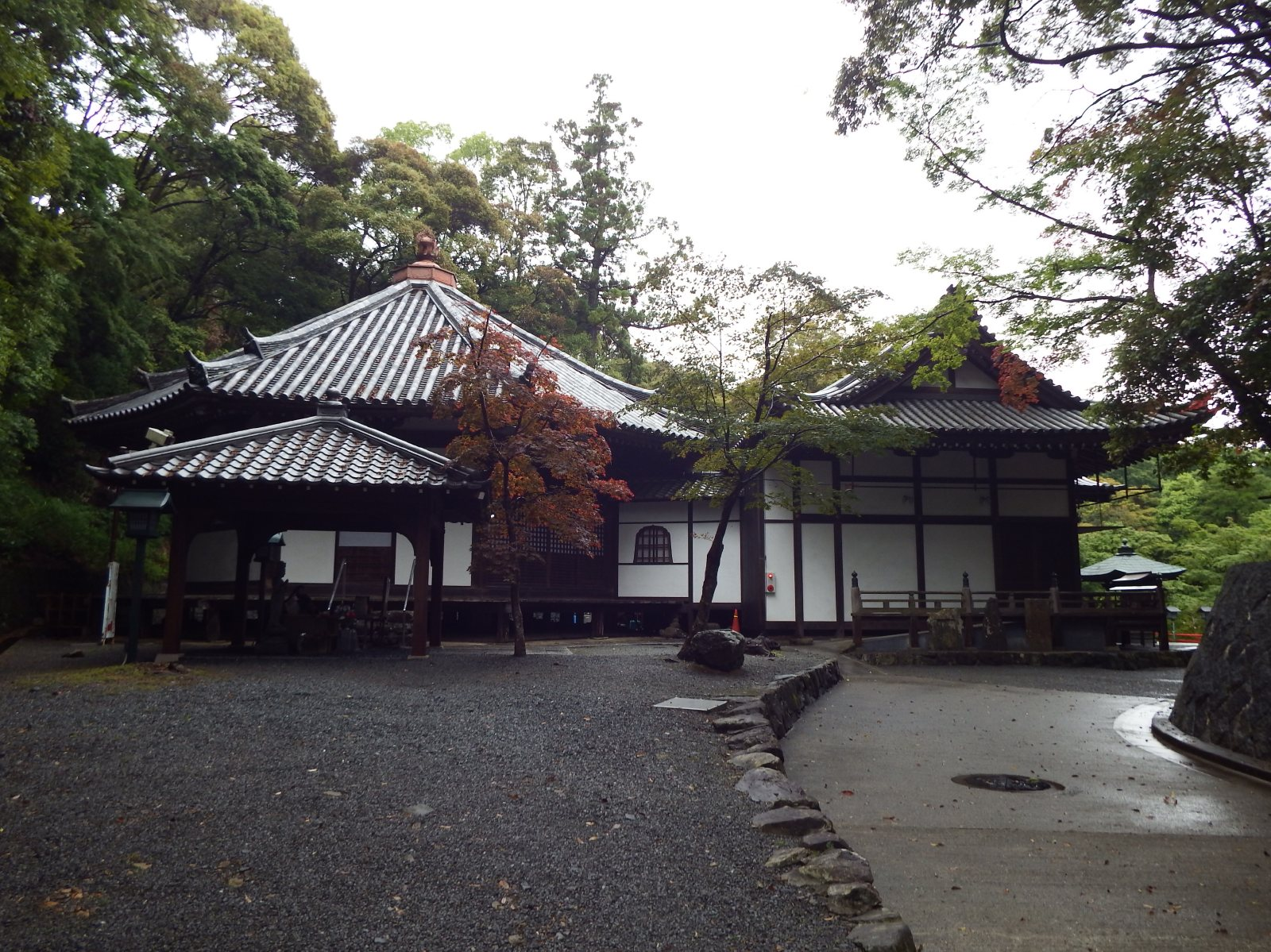
不動堂
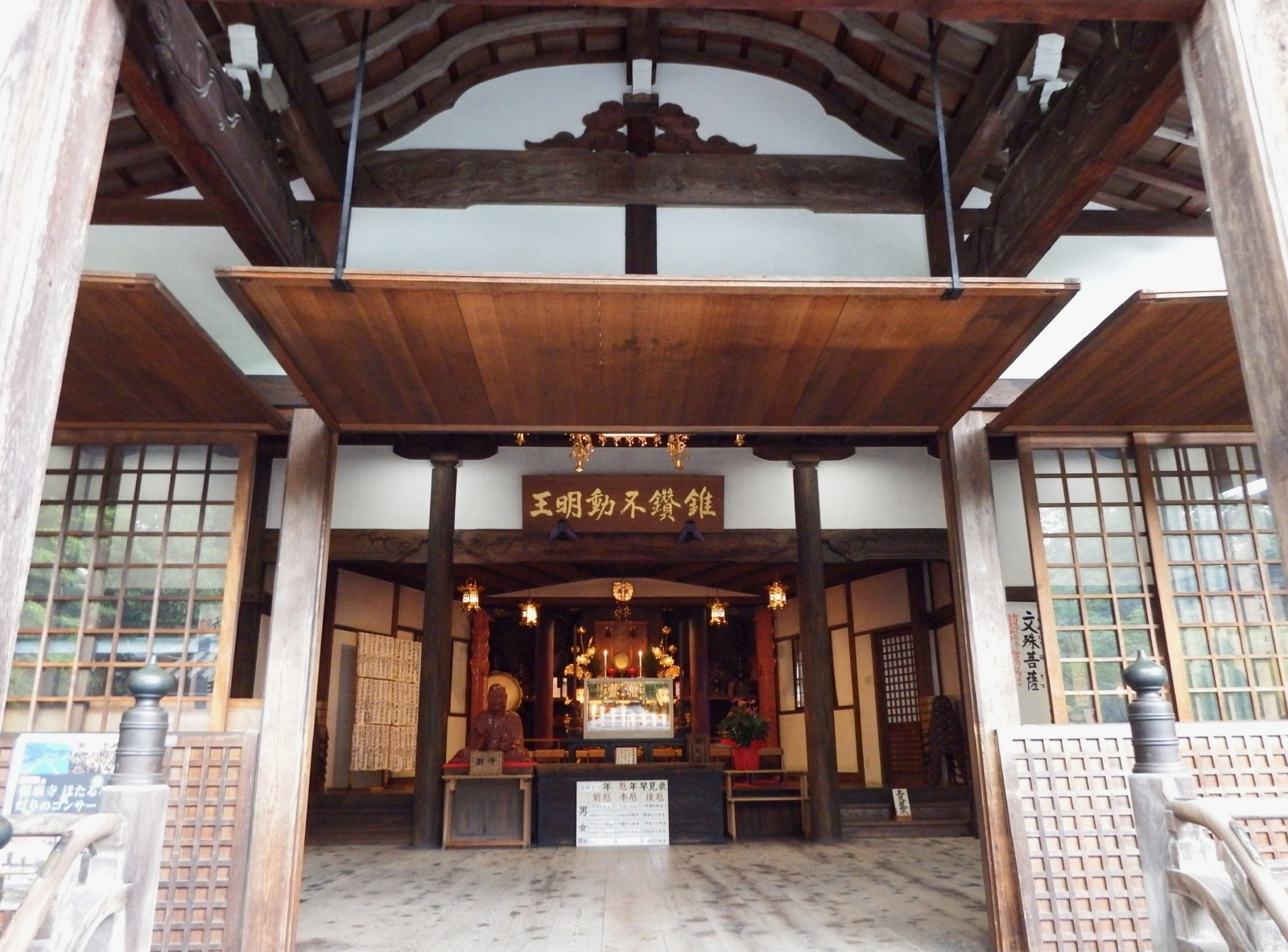
不動堂の内部
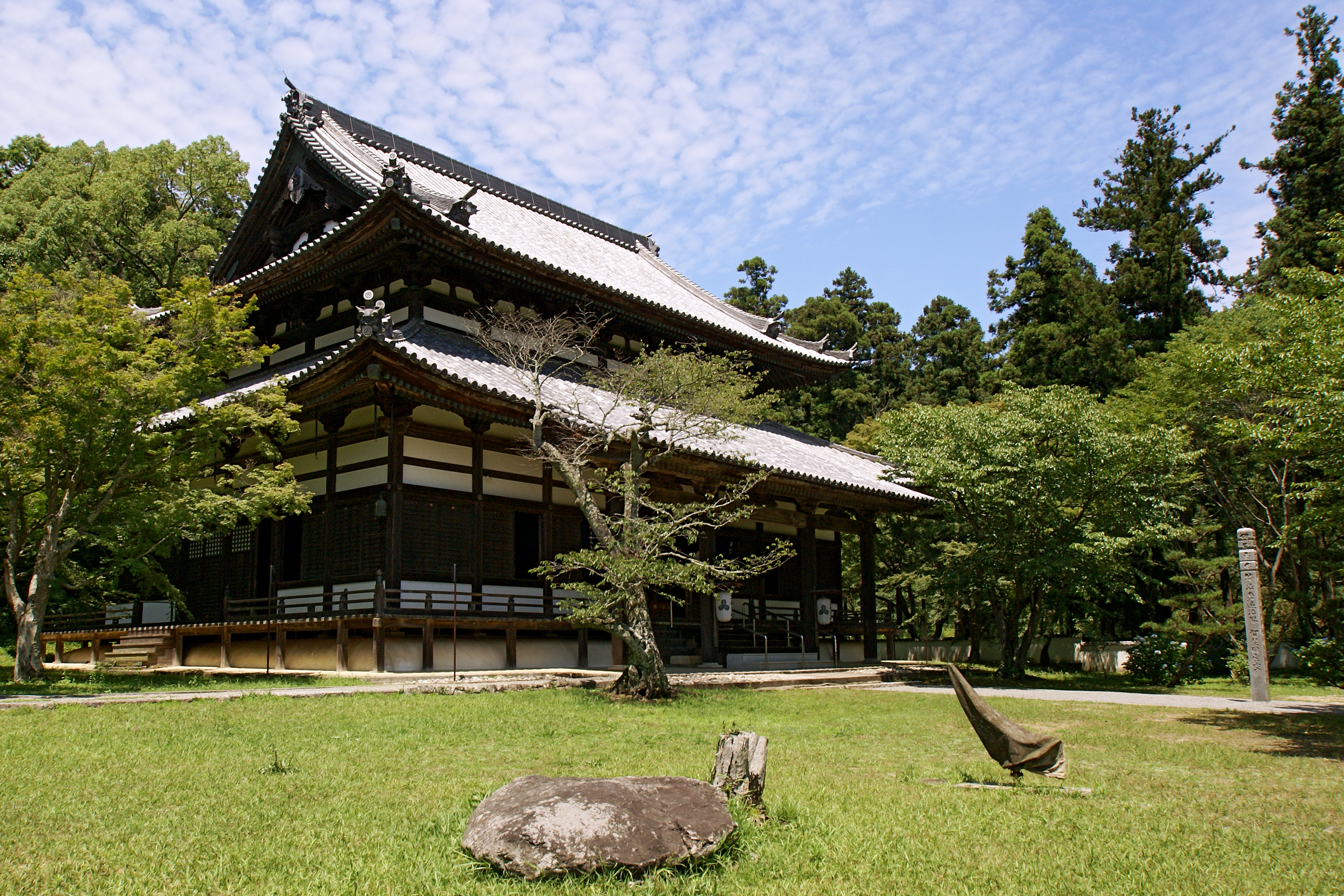
大伝法堂
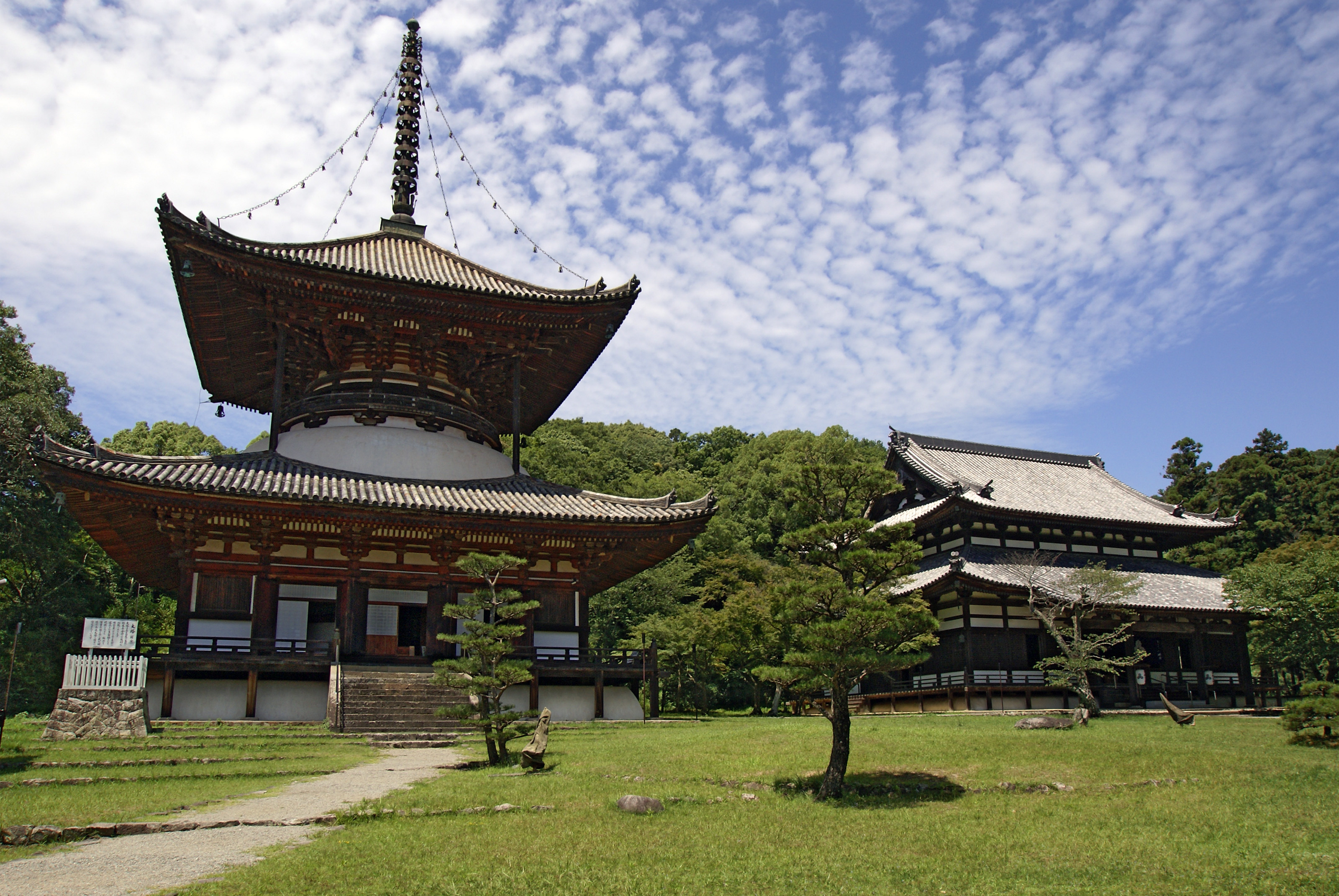
大塔と大伝法堂
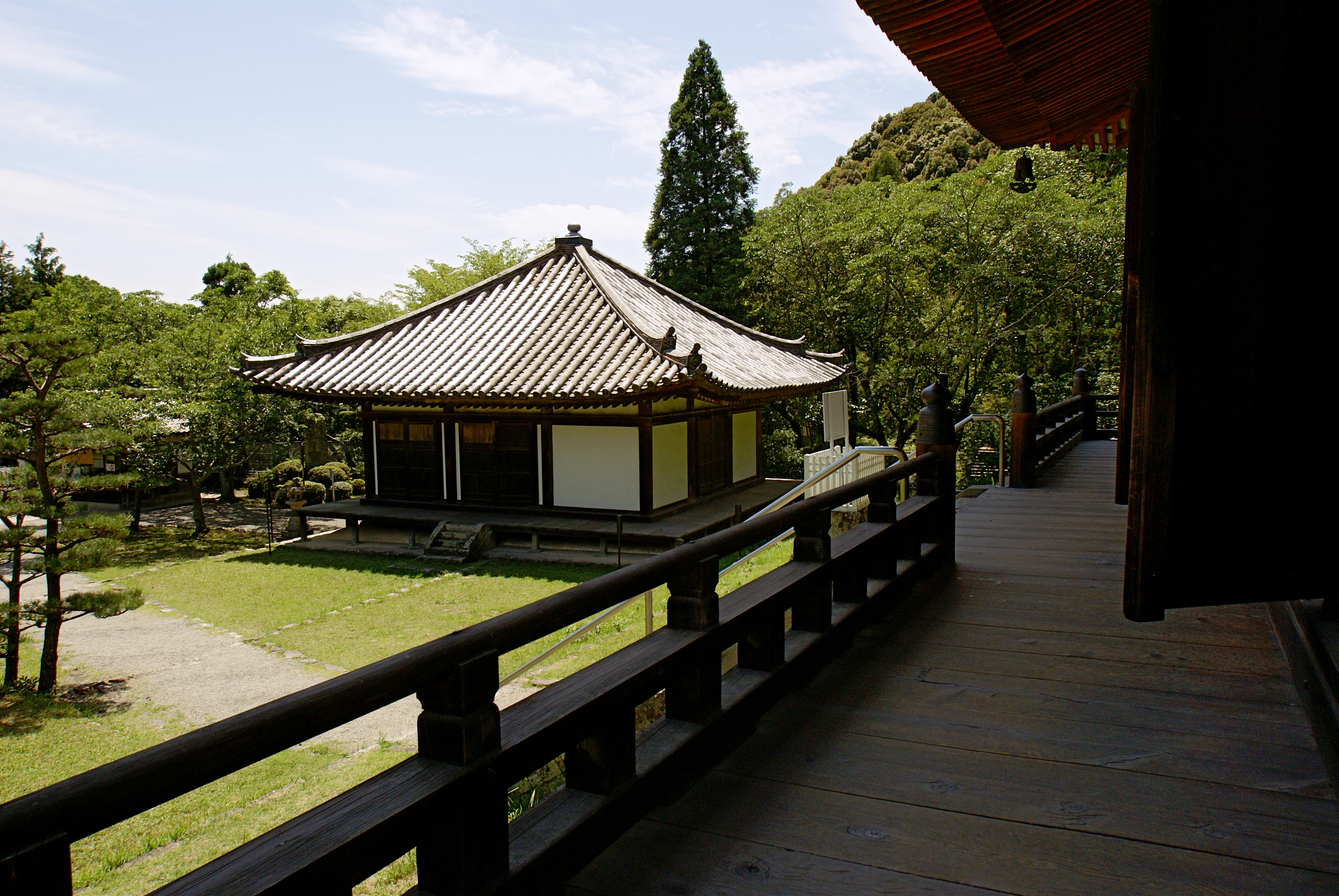
大師堂（重要文化財）
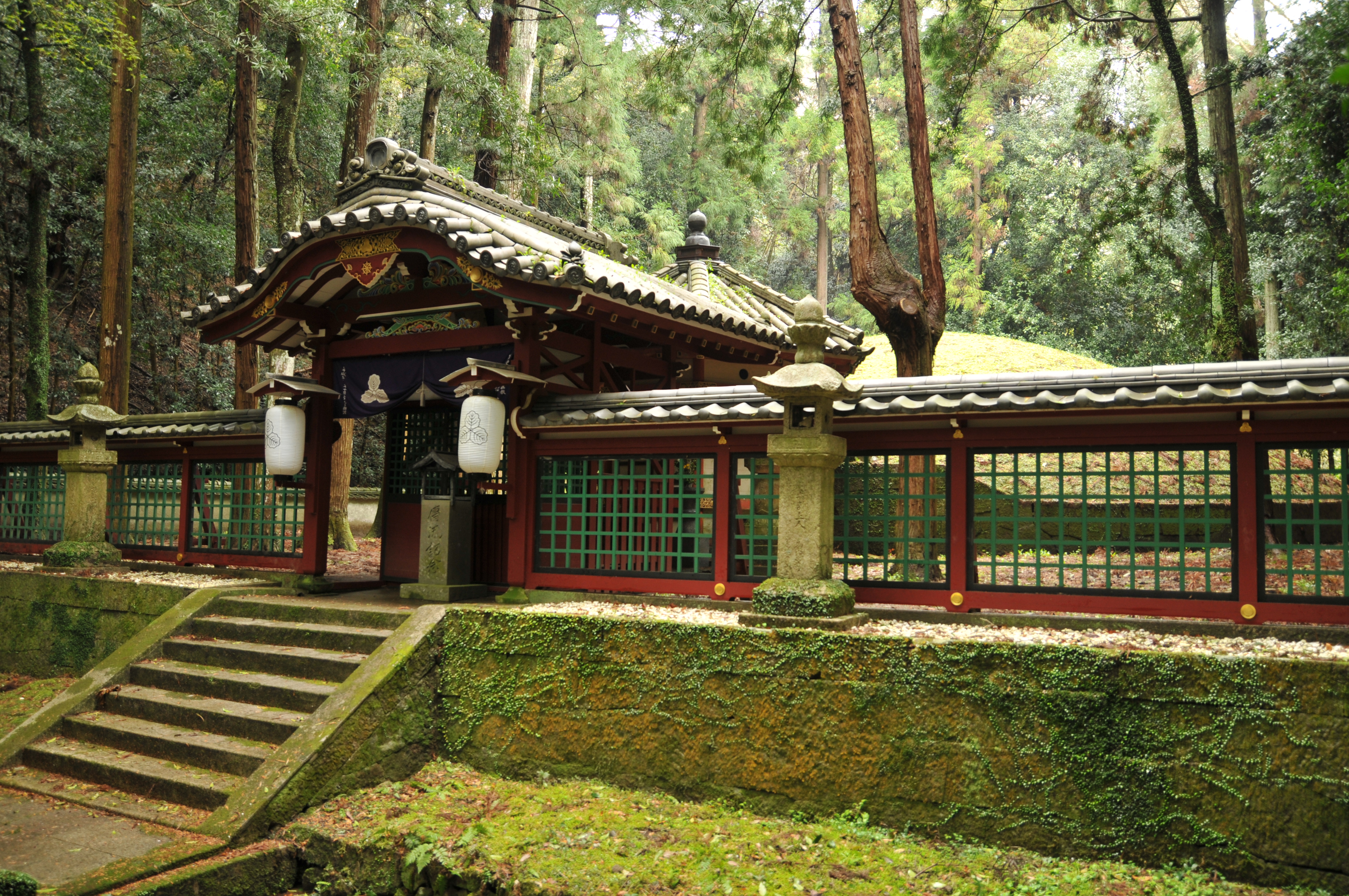
奥の院・興教大師廟所
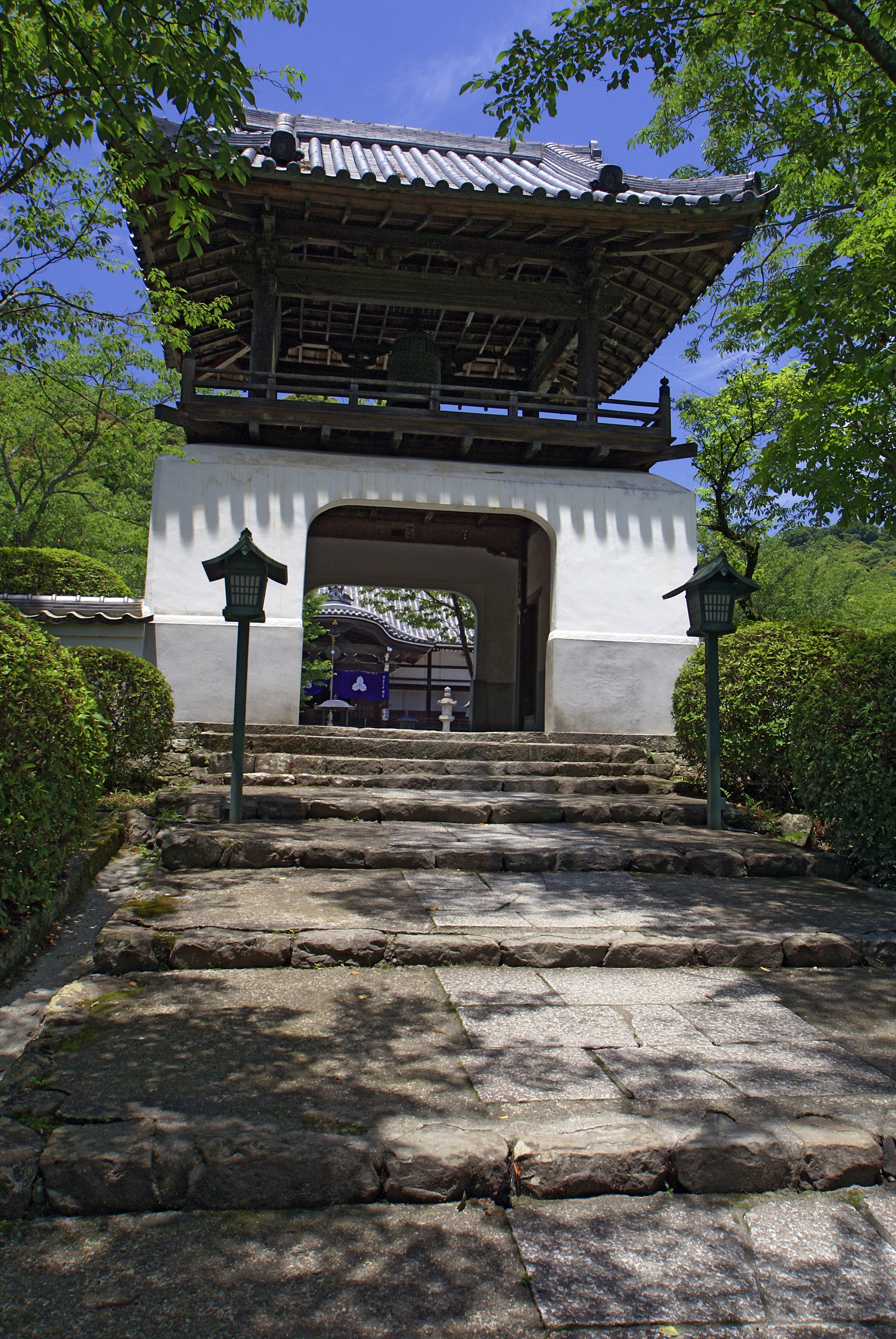
鐘楼門
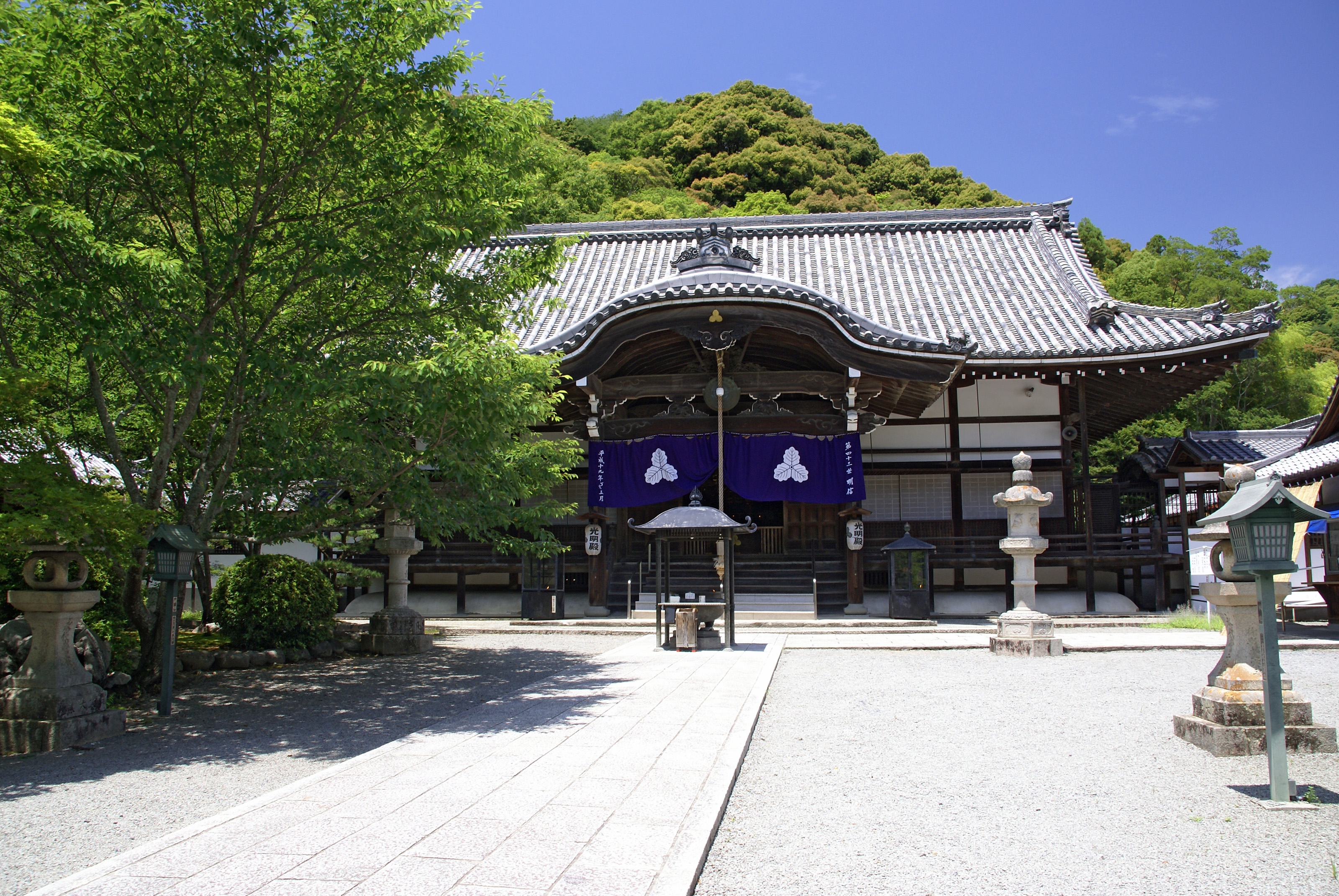
光明殿
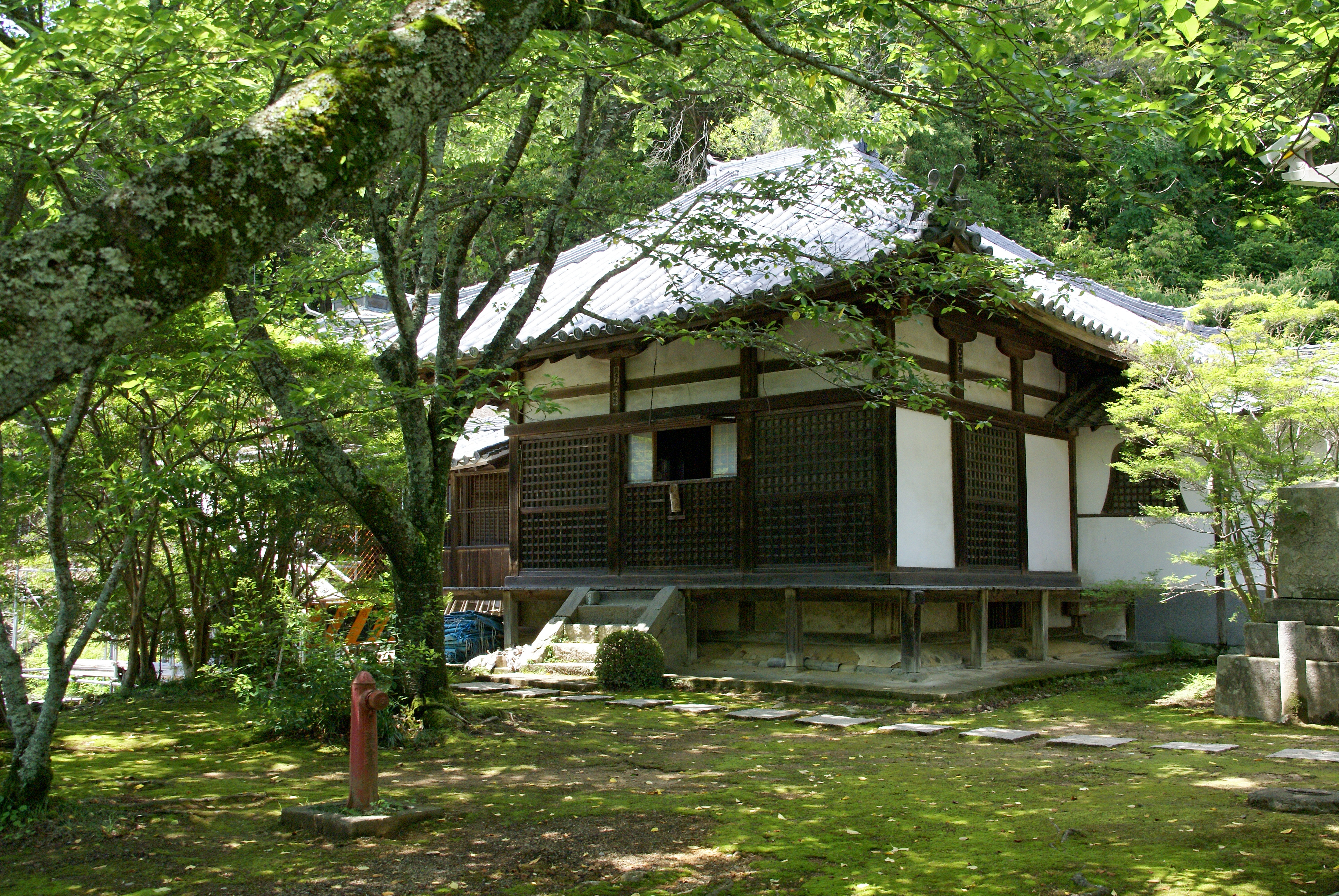
行者堂
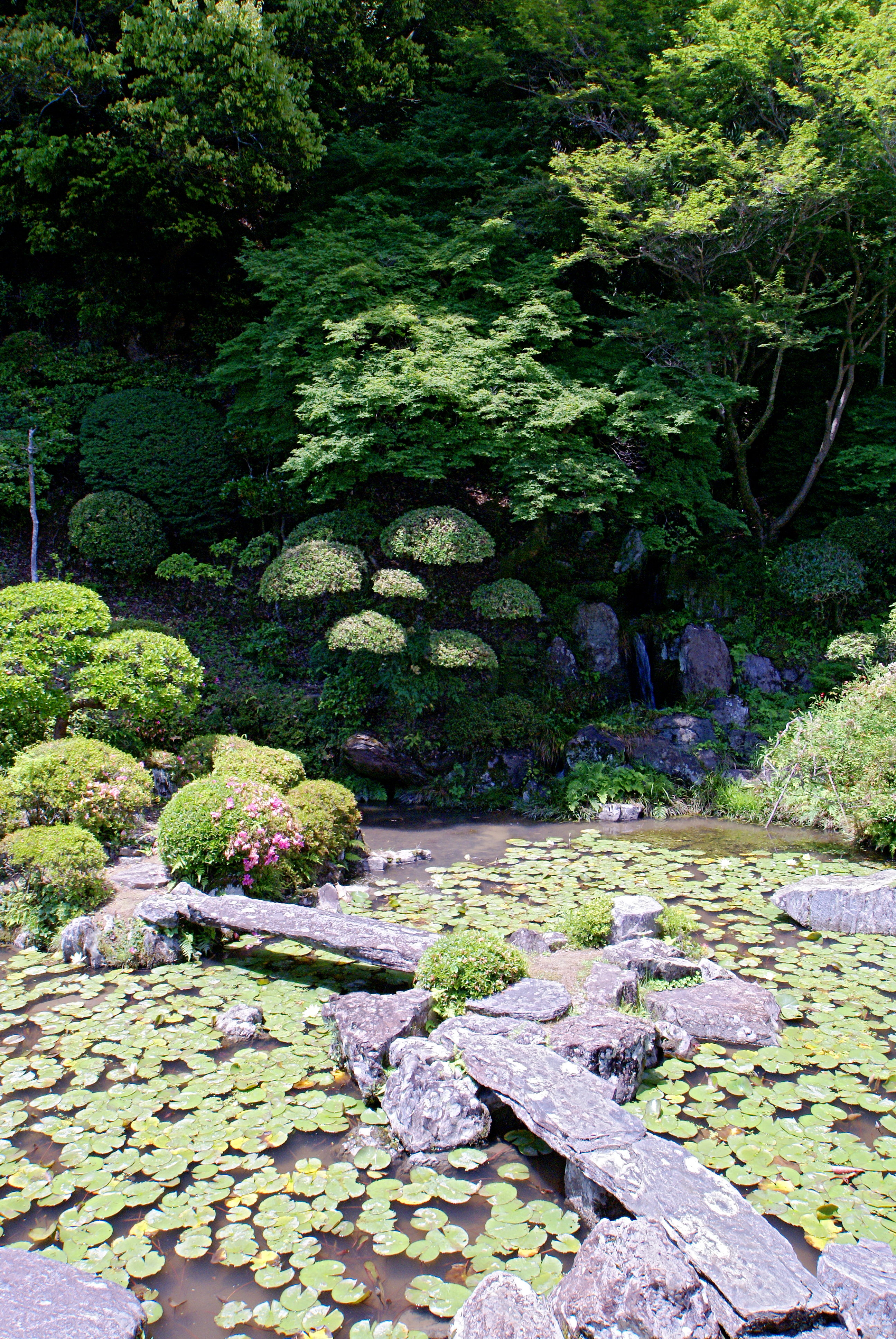
本坊池庭（名勝）
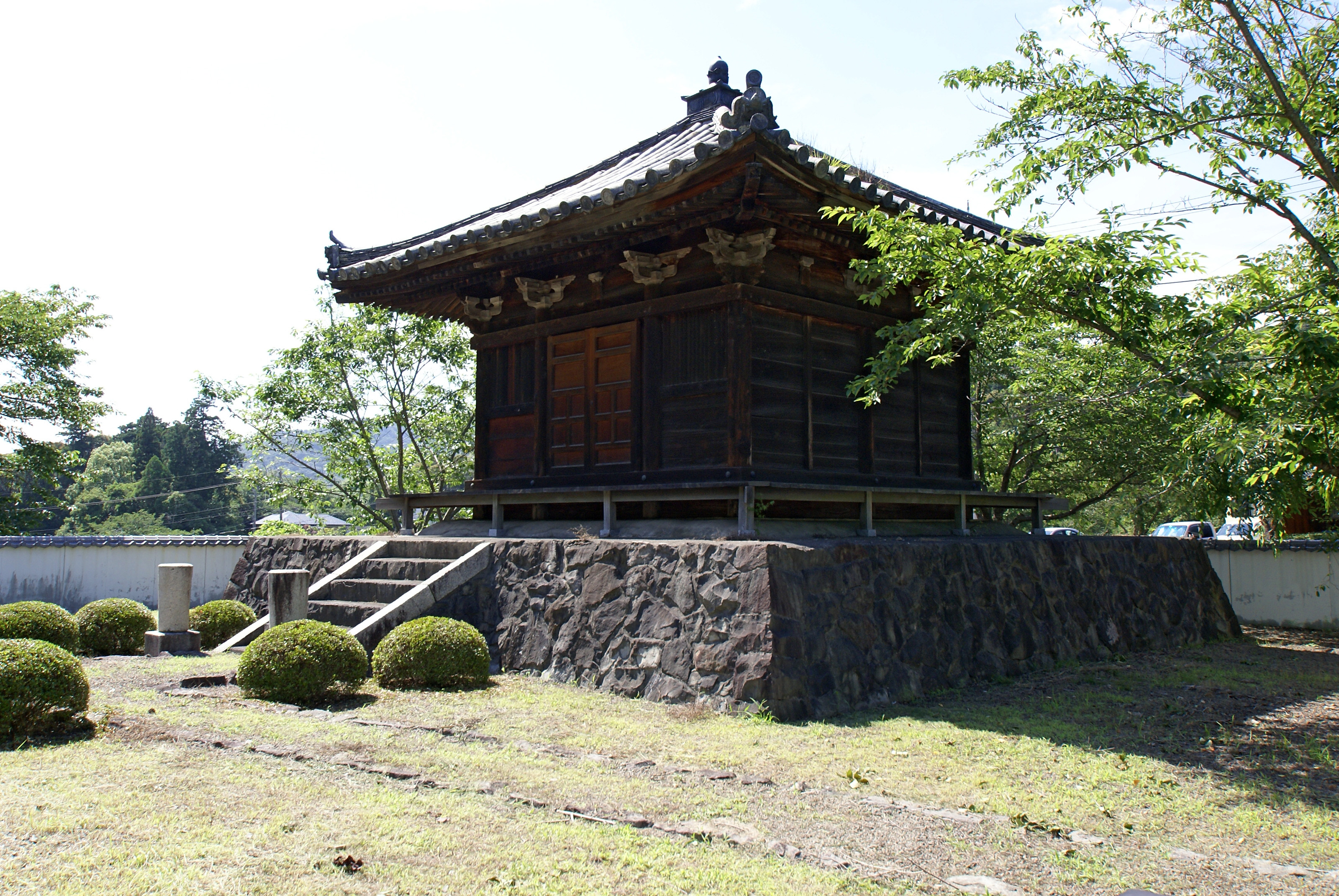
菩提院

### かつて存在した建築物
- 一乗閣（重要文化財） - 1898年（明治31年）に建てられた旧和歌山県会議事堂の建物で、1962年（昭和37年）に根来寺境内に移築された。その後、2012年（平成24年） - 2015年（平成27年）度の保存整備事業に伴い、寺の西方に再移築された。2017年（平成29年）に国の重要文化財に指定された[7]。

## 文化財

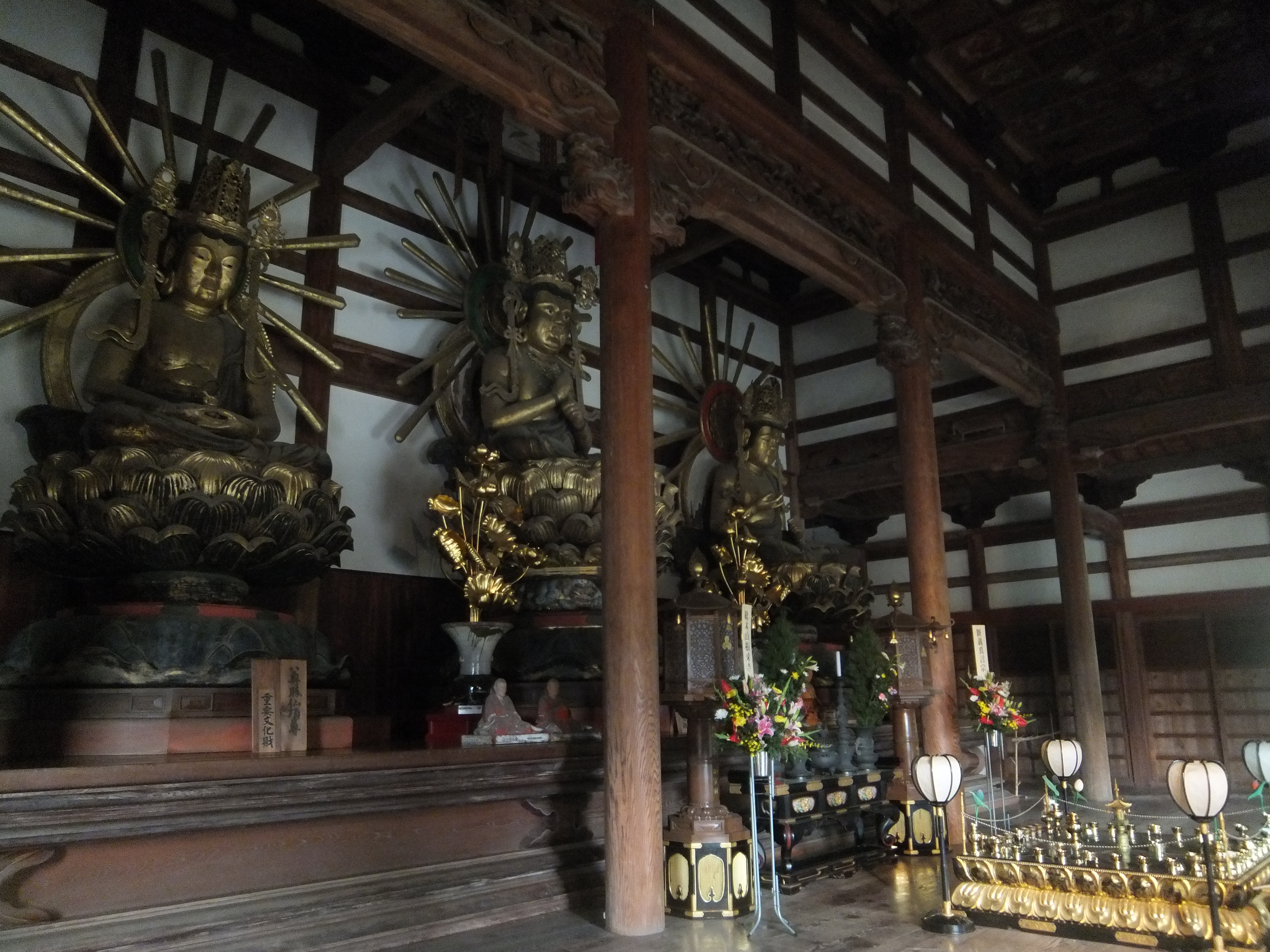
大伝法堂内部 手前から尊勝仏頂、大日如来、金剛薩埵

### 国宝
- 大塔 - 解説は既出。

### 重要文化財
- 大師堂 附：厨子及び須弥壇
- 根来寺（建造物）6棟[8][9]
  - 大伝法堂 附：棟札2枚、板札4枚
  - 光明真言殿
  - 大門
  - 不動堂 附：厨子　
  - 行者堂
  - 聖天堂 附：板札4枚

- 木造大日如来坐像・金剛薩埵坐像・尊勝仏頂坐像 - 大伝法堂に三尊として、中央に大日如来、左方（向かって右）に金剛薩埵（こんごうさった）、右方（向かって左）に尊勝仏頂を安置する。像高は順に350センチメートル、343センチメートル、335センチメートル。建物は江戸時代後期の再建だが、これらの三尊像は秀吉の焼き討ちをまぬがれたもので、大日如来像および金剛薩埵像内の墨書から1387年（嘉慶元年）から1405年（応永12年）にかけての制作と判明する。仏像彫刻衰退期の室町時代における佳作と評価されている。大日如来、金剛薩埵、尊勝仏頂の三尊の組み合わせは珍しく、中でも尊勝仏頂は彫像としては稀有の遺品である。この三尊の組み合わせは、覚鑁が高野山に建立した大伝法院にすでにあったことが知られ、彼独自の教義解釈による組み合わせと思われる。[10]
- 絹本著色鳥羽天皇像 - 2015年（平成27年）9月4日指定[11][12][13][14]。

### 国の史跡
- 根来寺境内

### 国の名勝
- 根来寺庭園 - 解説は既出。

### 和歌山県指定有形文化財
- 根来寺能面 附：面箪笥、面袋、面当 159面
- 木造弘法大師坐像
- 紙本淡彩根来寺伽藍古絵図 1幅

### 岩出市指定天然記念物
- 根来寺のしだれ桜

## 前後の札所
真言宗十八本山
16 長谷寺　-　17 根来寺　-　18 金剛峯寺
近畿三十六不動尊霊場
33 七宝瀧寺　-　34 根来寺不動堂　-　35 明王院
紀伊之国十三仏霊場
1 根来寺　-　2 圓蔵院
役行者霊蹟札所
神仏霊場巡拝の道
8 竈山神社　-　9 根来寺　-　10 慈尊院

## 交通アクセス
JR西日本和歌山線岩出駅から
- 和歌山バス那賀
  - 樽井駅前・りんくうタウン駅前行きに乗車。 ※近畿大学を経由する便は根来寺停留所下車すぐ、近畿大学を経由しない便の場合は岩出図書館停留所下車のち東へ徒歩1.2キロメートル。
- 岩出市巡回バス
  - 東巡回（船戸・根来）コースに乗車。根来寺停留所下車すぐ。 ※1日4往復のみ。

南海本線樽井駅・JR西日本阪和線和泉砂川駅から
- 和歌山バス那賀
  - 岩出駅前行きに乗車。 ※近畿大学を経由する便は根来寺停留所下車すぐ、近畿大学を経由しない便の場合は岩出図書館停留所下車のち東へ徒歩1.2キロメートル。

入山料　
大塔エリア・光明殿エリアは有料（大人500円他）、大門エリア・不動堂エリアは無料。

## 周辺情報
- 岩出市民俗資料館（隣接） - 根来寺発祥の根来塗をはじめとする岩出市の文化・文化財を紹介する施設。
- 岩出市立岩出図書館
- 和歌山県植物公園緑花センター
- 根来山げんきの森
- 上岩出神社
- 道の駅根来さくらの里